# Günther Happich
Günther Happich (ur. 28 stycznia 1952, zm. 16 października 1995) – austriacki piłkarz występujący na pozycji pomocnika.

## Kariera klubowa
W trakcie kariery piłkarskiej Happich reprezentował barwy klubów Wiener SC, Rapid Wiedeń, ponownie Wiener SC oraz First Vienna.

## Kariera reprezentacyjna
W reprezentacji Austrii Happich zadebiutował w 1978 roku. W tym samym roku został powołany do kadry na Mistrzostwa Świata. Zagrał na nich w meczu z Brazylią (0:1). Z tamtego turnieju Austria odpadła po drugiej rundzie. W drużynie narodowej Happich rozegrał w sumie 5 spotkań, wszystkie w 1978 roku.